# Bilzen
Bilzen es una comuna de la región de Flandes, en la provincia de Limburgo, Bélgica. A 1 de enero de 2019 tenía una población estimada de 32 328 habitantes.
Se encuentra ubicada al noreste del país, en la cuenca hidrográfica del río Mosa y cerca de la frontera con Países Bajos.

### Galeria

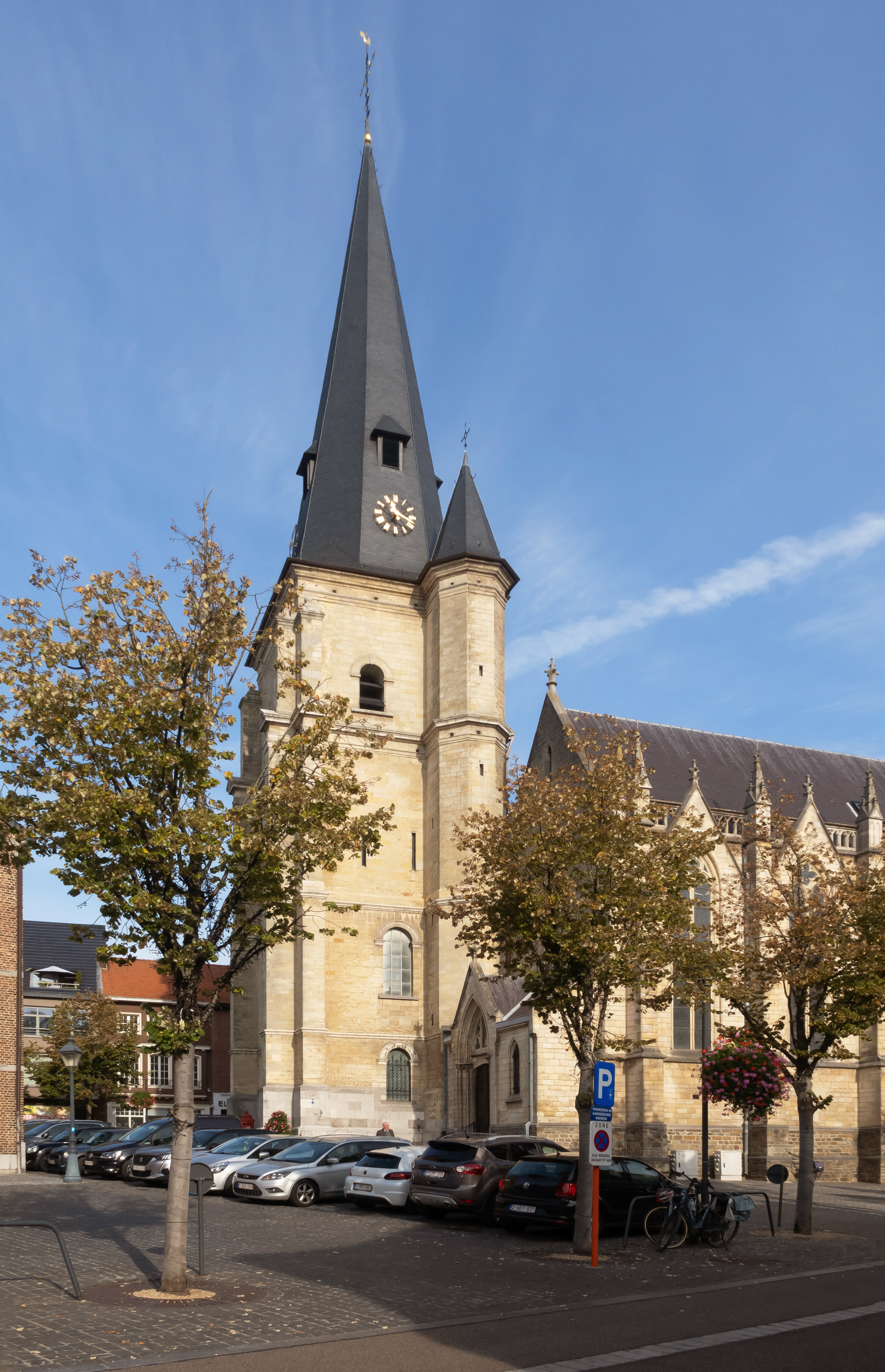
Bilzen, la iglesia: parochiekerk Sint-Mauritius
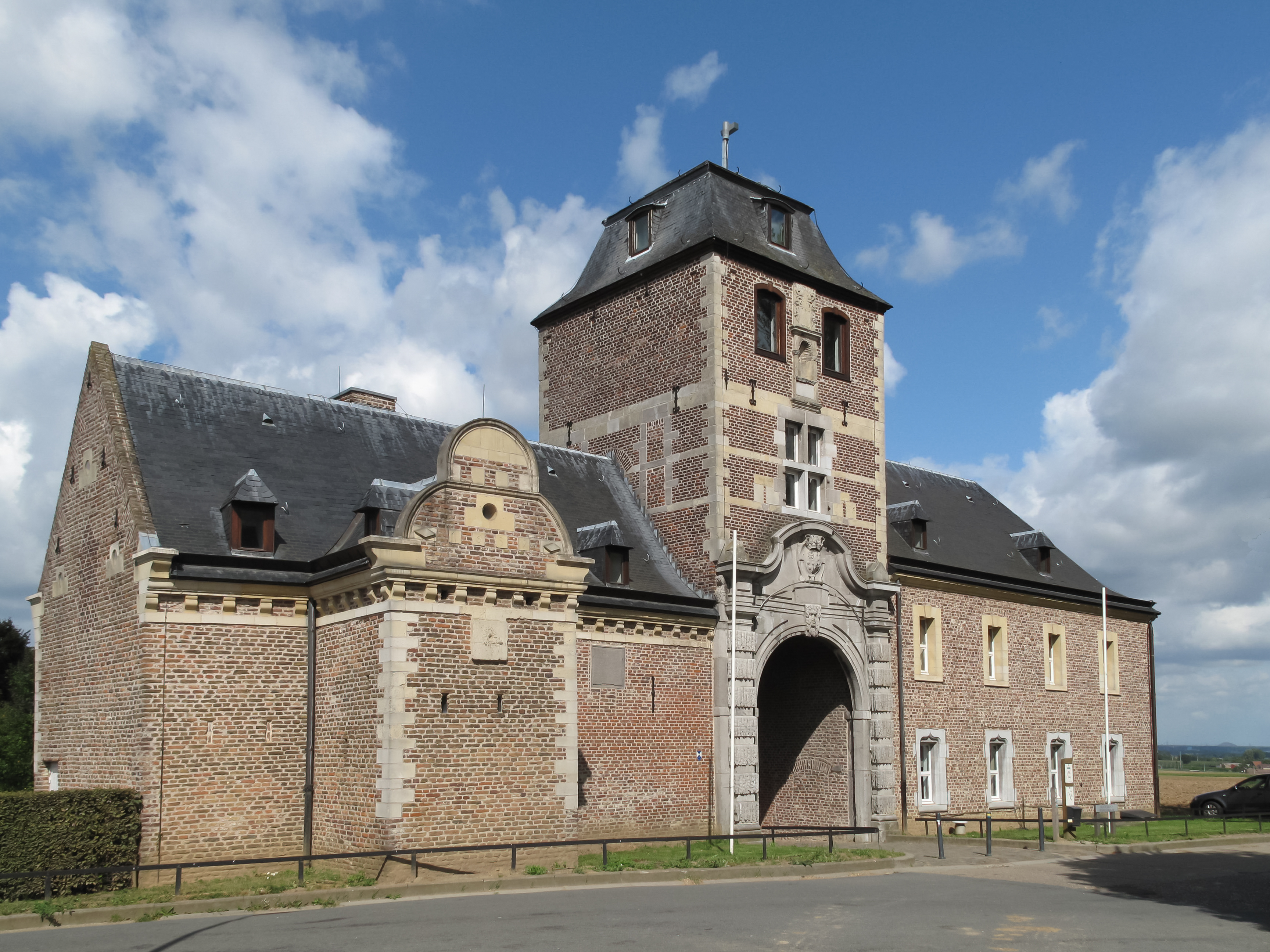
Rijkhoven, el edificio catalogado
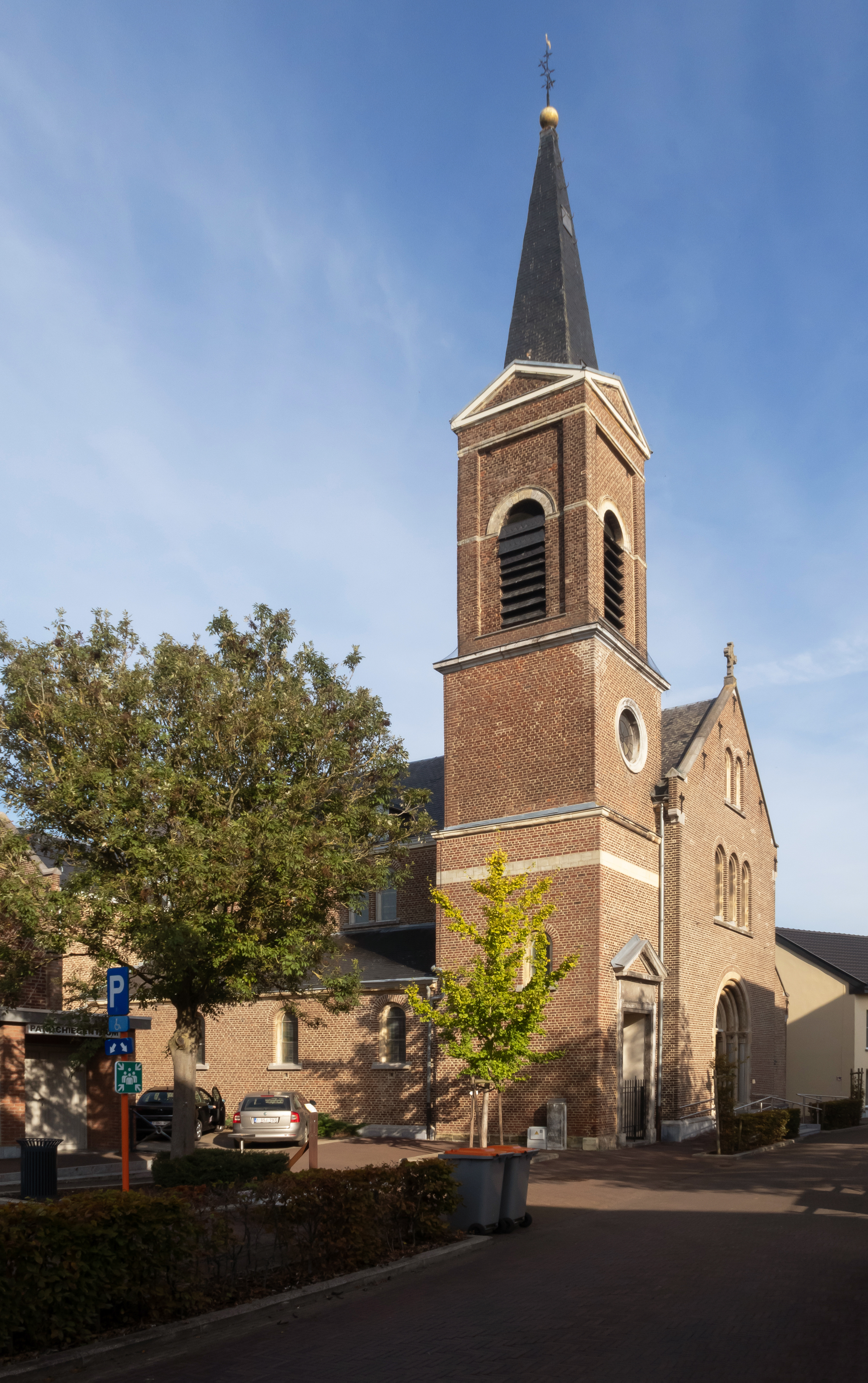
Mopertingen, la iglesia: parochiekerk Sint-Catharina
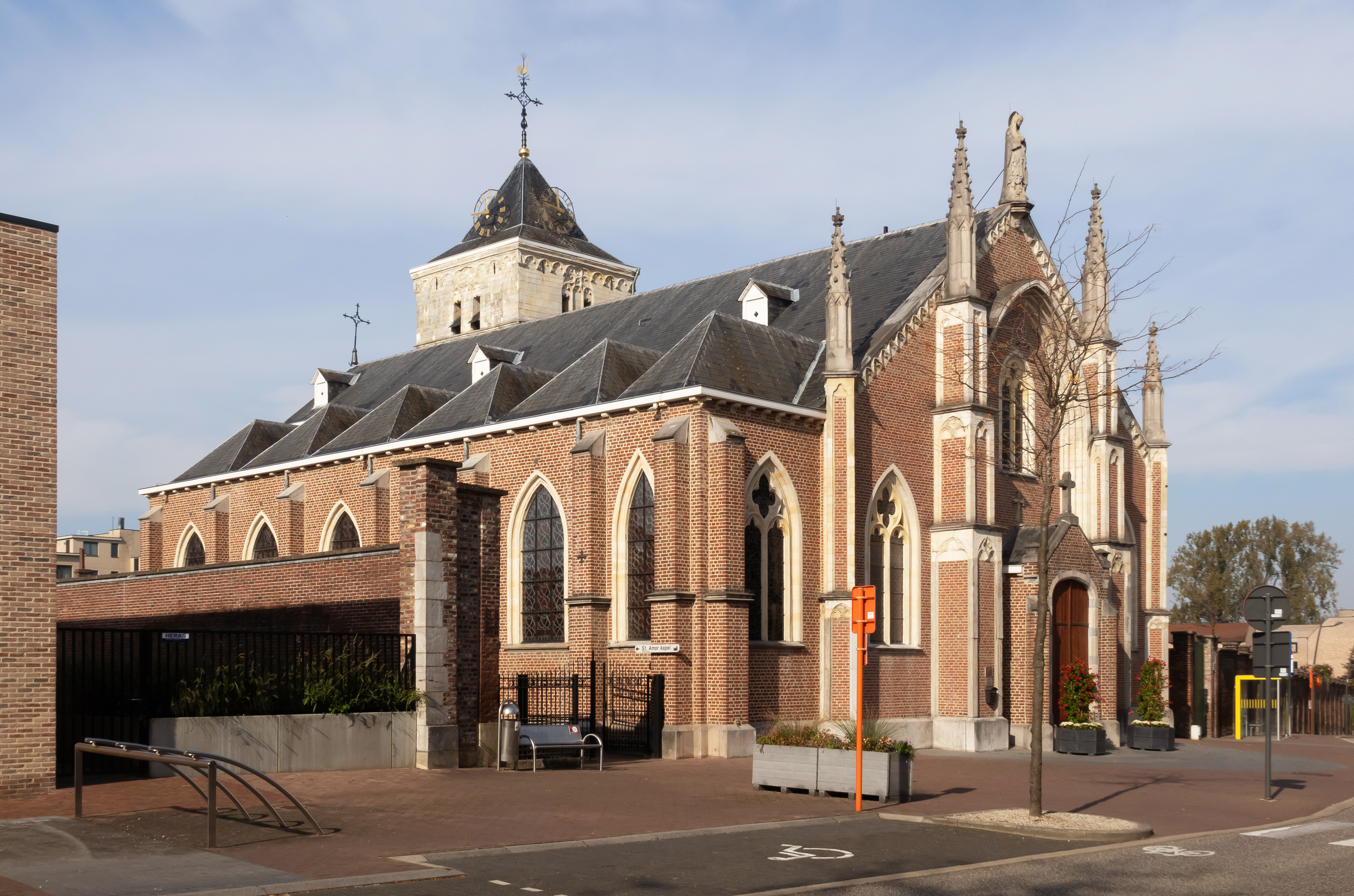
Munsterbilzen, la iglesia: parochiekerk Onze-Lieve-Vrouw-ten-Hemelopneming

## Demografía

### Evolución
Todos los datos históricos relativos al actual municipio, el siguiente gráfico refleja su evolución demográfica, incluyendo municipios después de efectuada la fusión el 1 de enero de 1977.
| Gráfica de evolución demográfica de Bilzen entre 1846 y 2020 |
|                                                              |